# Leo Väisänen
Leo Onni Artturi Väisänen (Helsinki, 23 luglio 1997) è un calciatore finlandese, difensore dell'Häcken e della nazionale finlandese.

## Biografia
È fratello minore di Sauli Väisänen, anch'egli calciatore e anch'egli difensore. Entrambi sono figli della presentatrice televisiva ed ex modella Anna-Liisa Tilus e del produttore Antti Väisäsen.

## Caratteristiche tecniche
È un difensore centrale.

## Carriera

### Club
Dopo gli inizi nel campionato finlandese, nell'agosto 2018 si è trasferito agli olandesi del Den Bosch con cui ha disputato un campionato e mezzo nella seconda serie nazionale.
Nel gennaio 2020 è approdato agli svedesi dell'Elfsborg. Alla sua prima stagione in giallonero Väisänen si è imposto nell'undici titolare, avendo giocato 26 partite di campionato (tutte da titolare) sulle 30 in calendario. È rimasto poi titolare anche in seguito.
Nel gennaio 2023 è stato acquistato dagli statunitensi dell'Austin FC in cambio di una cifra che i media svedesi hanno quantificato in 18 milioni di corone, poco più di 1,6 milioni di euro. Negli Stati Uniti ha giocato per due stagioni.
Nel marzo 2025 è tornato in Svezia, acquistato dall'Häcken con un contratto fino all'estate 2028.

### Nazionale
Ha giocato nella nazionale finlandese Under-19.
Il 10 ottobre 2017 ha esordito con la nazionale Under-21 finlandese disputando il match di qualificazione per gli Europei Under-21 2019 perso 5-0 contro la Danimarca.
Nel 2019 ha esordito nella nazionale maggiore.

## Statistiche

### Presenze e reti nei club
Statistiche aggiornate al 20 ottobre 2024.
| Stagione         | Squadra          | Campionato       | Campionato | Campionato | Coppe nazionali | Coppe nazionali | Coppe nazionali | Coppe continentali | Coppe continentali | Coppe continentali | Altre coppe | Altre coppe | Altre coppe | Totale | Totale |
| Stagione         | Squadra          | Comp             | Pres       | Reti       | Comp            | Pres            | Reti            | Comp               | Pres               | Reti               | Comp        | Pres        | Reti        | Pres   | Reti   |
| ---------------- | ---------------- | ---------------- | ---------- | ---------- | --------------- | --------------- | --------------- | ------------------ | ------------------ | ------------------ | ----------- | ----------- | ----------- | ------ | ------ |
| 2015             | Klubi 04         | K                | 17         | 1          |                 | -               | -               |                    | -                  | -                  |             | -           | -           | 17     | 1      |
| gen.-ago. 2016   | Klubi 04         | K                | 2          | 2          |                 | -               | -               |                    | -                  | -                  |             | -           | -           | 2      | 2      |
| Totale Klubi 04  | Totale Klubi 04  | Totale Klubi 04  | 19         | 3          |                 | -               | -               |                    | -                  | -                  |             | -           | -           | 19     | 3      |
| 2015             | HJK              | V                | 0          | 0          | CF              | 1               | 0               |                    | -                  | -                  |             | -           | -           | 1      | 0      |
| gen.-ago. 2016   | HJK              | V                | 3          | 0          | CF+CdL          | 2+1             | 1+0             | UEL                | 0                  | 0                  |             | -           | -           | 6      | 1      |
| Totale HJK       | Totale HJK       | Totale HJK       | 3          | 0          |                 | 4               | 1               |                    | 0                  | 0                  |             | -           | -           | 7      | 1      |
| ago.-dic. 2016   | PK-35 Vantaa     | V                | 9          | 1          |                 | -               | -               |                    | -                  | -                  |             | -           | -           | 9      | 1      |
| 2017             | RoPS             | V                | 22         | 1          | CF              | 0               | 0               |                    | -                  | -                  |             | -           | -           | 22     | 1      |
| gen.-ago. 2018   | RoPS             | V                | 24         | 0          | CF              | 5               | 0               |                    | -                  | -                  |             | -           | -           | 29     | 0      |
| Totale RoPS      | Totale RoPS      | Totale RoPS      | 46         | 1          |                 | 5               | 0               |                    | -                  | -                  |             | -           | -           | 51     | 1      |
| 2018-2019        | Den Bosch        | ED               | 28+2       | 3+0        | CO              | 1               | 0               |                    | -                  | -                  |             | -           | -           | 31     | 3      |
| 2019-gen. 2020   | Den Bosch        | ED               | 17         | 3          | CO              | 1               | 0               |                    | -                  | -                  |             | -           | -           | 18     | 3      |
| Totale Den Bosch | Totale Den Bosch | Totale Den Bosch | 45+2       | 6+0        |                 | 2               | 0               |                    | -                  | -                  |             | -           | -           | 49     | 6      |
| 2020             | Elfsborg         | A                | 26         | 0          | CS              | 5               | 0               |                    | -                  | -                  |             | -           | -           | 31     | 0      |
| 2021             | Elfsborg         | A                | 23         | 3          | CS              | 0               | 0               | UECL               | 6                  | 0                  |             | -           | -           | 29     | 3      |
| 2022             | Elfsborg         | A                | 27         | 0          | CS              | 5               | 0               | UECL               | 1                  | 0                  |             | -           | -           | 33     | 0      |
| Totale Elfsborg  | Totale Elfsborg  | Totale Elfsborg  | 76         | 3          |                 | 10              | 0               |                    | 7                  | 0                  |             | -           | -           | 93     | 3      |
| 2023             | Austin FC        | MLS              | 21         | 1          | USOC            | 2               | 0               | CCL                | 1                  | 0                  | LC          | 0           | 0           | 24     | 1      |
| 2024             | Austin FC        | MLS              | 13         | 0          |                 | -               | -               |                    | -                  | -                  | LC          | 1           | 0           | 14     | 0      |
| Totale Austin FC | Totale Austin FC | Totale Austin FC | 34         | 1          |                 | 2               | 0               |                    | 1                  | 0                  |             | 1           | 0           | 38     | 1      |
| Totale carriera  | Totale carriera  | Totale carriera  | 234        | 15         |                 | 23              | 1               |                    | 8                  | 0                  |             | 1           | 0           | 266    | 16     |

### Cronologia presenze e reti in nazionale
Aggiornato al 25 maggio 2023

| Cronologia completa delle presenze e delle reti in nazionale ― Finlandia | Cronologia completa delle presenze e delle reti in nazionale ― Finlandia | Cronologia completa delle presenze e delle reti in nazionale ― Finlandia | Cronologia completa delle presenze e delle reti in nazionale ― Finlandia | Cronologia completa delle presenze e delle reti in nazionale ― Finlandia | Cronologia completa delle presenze e delle reti in nazionale ― Finlandia | Cronologia completa delle presenze e delle reti in nazionale ― Finlandia | Cronologia completa delle presenze e delle reti in nazionale ― Finlandia |
| Data                                                                     | Città                                                                    | In casa                                                                  | Risultato                                                                | Ospiti                                                                   | Competizione                                                             | Reti                                                                     | Note                                                                     |
| ------------------------------------------------------------------------ | ------------------------------------------------------------------------ | ------------------------------------------------------------------------ | ------------------------------------------------------------------------ | ------------------------------------------------------------------------ | ------------------------------------------------------------------------ | ------------------------------------------------------------------------ | ------------------------------------------------------------------------ |
| 11-6-2019                                                                | Vaduz                                                                    | Liechtenstein                                                            | 0 – 2                                                                    | Finlandia                                                                | Qual. Euro 2020                                                          | -                                                                        | 86’                                                                      |
| 18-11-2019                                                               | Atene                                                                    | Grecia                                                                   | 2 – 1                                                                    | Finlandia                                                                | Qual. Euro 2020                                                          | -                                                                        |                                                                          |
| 3-9-2020                                                                 | Helsinki                                                                 | Finlandia                                                                | 0 – 1                                                                    | Galles                                                                   | UEFA Nations League 2020-2021                                            | -                                                                        | 72’                                                                      |
| 6-9-2020                                                                 | Dublino                                                                  | Irlanda                                                                  | 0 – 1                                                                    | Finlandia                                                                | UEFA Nations League 2020-2021                                            | -                                                                        |                                                                          |
| 7-10-2020                                                                | Danzica                                                                  | Polonia                                                                  | 5 – 1                                                                    | Finlandia                                                                | Amichevole                                                               | -                                                                        |                                                                          |
| 11-11-2020                                                               | Saint-Denis                                                              | Francia                                                                  | 0 – 2                                                                    | Finlandia                                                                | Amichevole                                                               | -                                                                        | 75’                                                                      |
| 29-5-2021                                                                | Stoccolma                                                                | Svezia                                                                   | 2 – 0                                                                    | Finlandia                                                                | Amichevole                                                               | -                                                                        | 62’                                                                      |
| 4-6-2021                                                                 | Helsinki                                                                 | Finlandia                                                                | 0 – 1                                                                    | Estonia                                                                  | Amichevole                                                               | -                                                                        | 47’ 62’                                                                  |
| 12-6-2021                                                                | Copenaghen                                                               | Danimarca                                                                | 0 – 1                                                                    | Finlandia                                                                | Euro 2020 - 1º Turno                                                     | -                                                                        | 90’                                                                      |
| 4-9-2021                                                                 | Helsinki                                                                 | Finlandia                                                                | 1 – 0                                                                    | Kazakistan                                                               | Qual. Mondiali 2022                                                      | -                                                                        |                                                                          |
| 7-9-2021                                                                 | Lione                                                                    | Francia                                                                  | 2 – 0                                                                    | Finlandia                                                                | Qual. Mondiali 2022                                                      | -                                                                        |                                                                          |
| 9-10-2021                                                                | Helsinki                                                                 | Finlandia                                                                | 1 – 2                                                                    | Ucraina                                                                  | Qual. Mondiali 2022                                                      | -                                                                        |                                                                          |
| 12-10-2021                                                               | Astana                                                                   | Kazakistan                                                               | 0 – 2                                                                    | Finlandia                                                                | Qual. Mondiali 2022                                                      | -                                                                        |                                                                          |
| 13-11-2021                                                               | Zenica                                                                   | Bosnia ed Erzegovina                                                     | 1 – 3                                                                    | Finlandia                                                                | Qual. Mondiali 2022                                                      | -                                                                        |                                                                          |
| 16-11-2021                                                               | Helsinki                                                                 | Finlandia                                                                | 0 – 2                                                                    | Francia                                                                  | Qual. Mondiali 2022                                                      | -                                                                        |                                                                          |
| 26-3-2022                                                                | Murcia                                                                   | Finlandia                                                                | 1 – 1                                                                    | Islanda                                                                  | Amichevole                                                               | -                                                                        | 90’                                                                      |
| 29-3-2022                                                                | Murcia                                                                   | Finlandia                                                                | 0 – 2                                                                    | Slovacchia                                                               | Amichevole                                                               | -                                                                        |                                                                          |
| 4-6-2022                                                                 | Helsinki                                                                 | Finlandia                                                                | 1 – 1                                                                    | Bosnia ed Erzegovina                                                     | UEFA Nations League 2022-2023                                            | -                                                                        |                                                                          |
| 7-6-2022                                                                 | Helsinki                                                                 | Finlandia                                                                | 2 – 0                                                                    | Montenegro                                                               | UEFA Nations League 2022-2023                                            | -                                                                        |                                                                          |
| 11-6-2022                                                                | Bucarest                                                                 | Romania                                                                  | 1 – 0                                                                    | Finlandia                                                                | UEFA Nations League 2022-2023                                            | -                                                                        | 80’                                                                      |
| 20-11-2022                                                               | Oslo                                                                     | Norvegia                                                                 | 1 – 1                                                                    | Finlandia                                                                | Amichevole                                                               | -                                                                        | 84’                                                                      |
| 23-3-2023                                                                | Copenaghen                                                               | Danimarca                                                                | 3 – 1                                                                    | Finlandia                                                                | Qual. Euro 2024                                                          | -                                                                        |                                                                          |
| 26-3-2023                                                                | Belfast                                                                  | Irlanda del Nord                                                         | 0 – 1                                                                    | Finlandia                                                                | Qual. Euro 2024                                                          | -                                                                        |                                                                          |
| 14-10-2023                                                               | Lubiana                                                                  | Slovenia                                                                 | 3 – 0                                                                    | Finlandia                                                                | Qual. Euro 2024                                                          | -                                                                        |                                                                          |
| 7-6-2024                                                                 | Glasgow                                                                  | Scozia                                                                   | 2 – 2                                                                    | Finlandia                                                                | Amichevole                                                               | -                                                                        |                                                                          |
| 24-3-2025                                                                | Kaunas                                                                   | Lituania                                                                 | 2 – 2                                                                    | Finlandia                                                                | Qual. Mondiali 2026                                                      | -                                                                        | 46’                                                                      |
| Totale                                                                   |                                                                          | Presenze                                                                 | 28                                                                       |                                                                          | Reti                                                                     | 0                                                                        |                                                                          |

## Palmarès

### Club

#### Competizioni nazionali
- Coppa di Svezia: 1

Häcken: 2024-2025